# Wiener Vororte Straße
Die Wiener Vororte Straße ist ein Straßenzug entlang der Vorortelinie in Wien. Sie gehörte vom 1. September 1971 bis Ende 1993 zum Netz der Bundesstraßen in Österreich und trug die Nummer B 222. Mit 1. Jänner 1994 wurde die Straße aus dem Bundesstraßengesetz gestrichen und von der Stadt Wien als Gemeindestraße ohne Nummernbezeichnung übernommen.

## Streckenverlauf

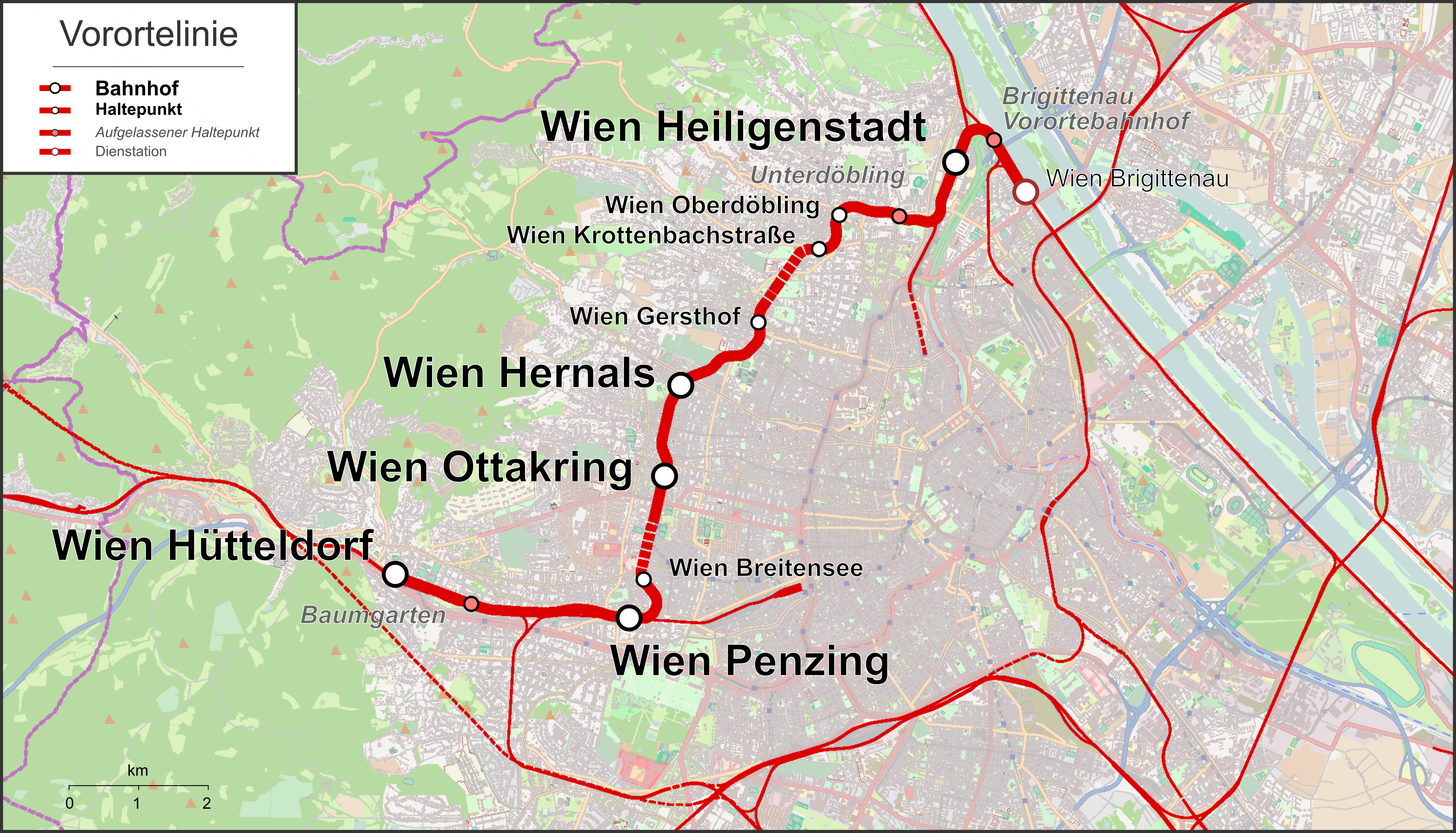
Die Wiener Vororte Straße verläuft großteils entlang der Vorortelinie (heute S45), mit der sie seit 1987 als West-Nord-Tangentialverbindung konkurrenziert.

Die B 222 führte in aufsteigender Kilometrierung (von Norden nach Süden) von der Brigittenauer Abzweigung vom Gürtel (B 221) bei der Adalbert-Stifter-Straße durch die westlichen bzw. nördlichen Bezirke 20 (Lorenz-Müller-Gasse), 19 (Gunoldstraße, Barawitzkagasse, Ruthgasse, Silbergasse, Billrothstraße, Krottenbachstraße, Hans-Richter-Gasse, Peter-Jordan-Straße), 18 (Max-Emanuel-Straße, Hasenauerstraße, Gersthofer Straße), 17 (Lidlgasse, Richthausenstraße, Gräffer- bzw. Dittersdorfgasse, Julius-Meinl-Gasse), 16 (Julius-Meinl-Gasse, Lobmeyrgasse, Sandleitengasse, Maroltingergasse), 14 (Maroltingergasse, Leyserstraße, Ameisgasse) und über die Cumberlandstraße in den Bereich Unterbaumgarten/Unter Sankt Veit bei der Kreuzung mit der B 1 (Hadikgasse/Zehetnergasse). Zu einer noch in den 1980er-Jahren vorgesehenen Verlängerung nach Altmannsdorf entlang der Verbindungsbahn und über Speising nach Hetzendorf kam es nicht, allerdings auch nicht zu einem Rückbau infolge der Kritik. So besteht die ehemalige Bundesstraße großteils noch wie ursprünglich.

## Kritik und Erbe

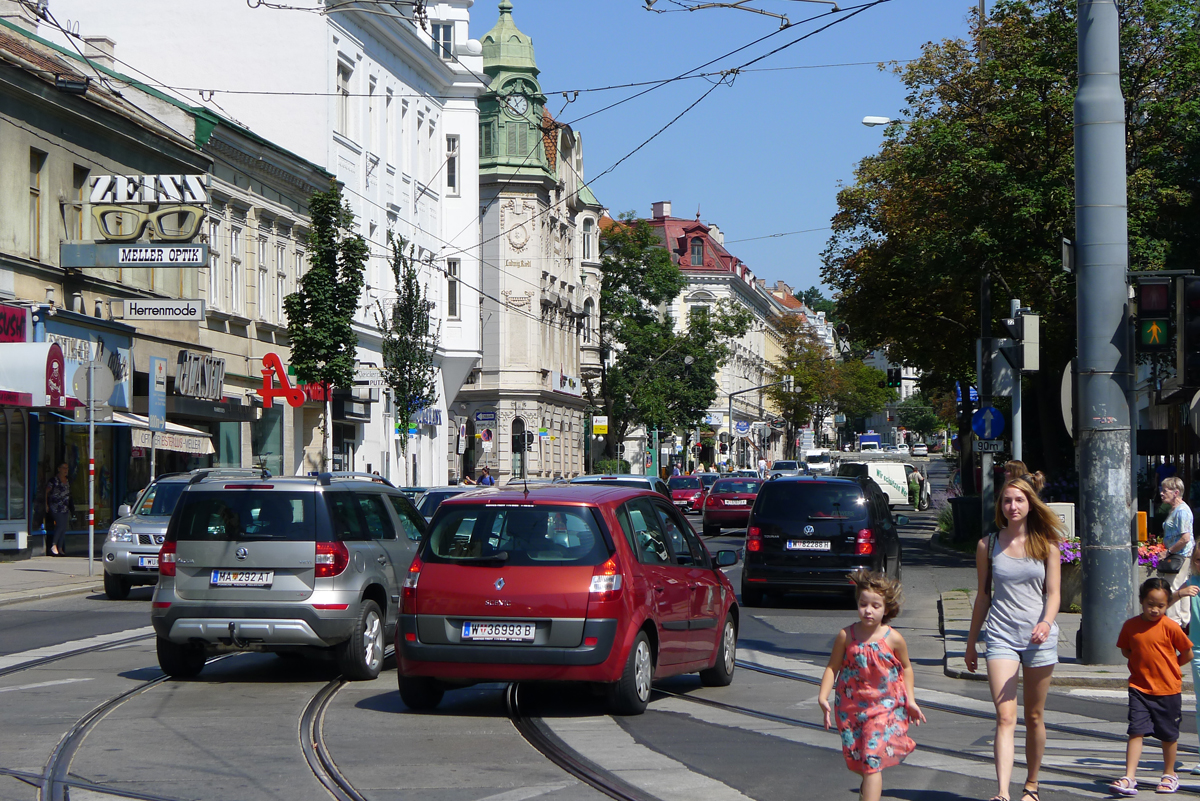
Die beim Gersthofer Platzl auf vier Fahrspuren verbreitete Wiener Vororte Straße.

Die Streckenführung der B 222 war von Anbeginn an umstritten, führt sie doch großteils durch dichtbesiedeltes Wohngebiet. Da sie als Tangentialverbindung die traditionellen Siedlungsachsen der Westbezirke quert, die in der Regel radial aufs Stadtzentrum ausgerichtet sind, mussten mancherorts Ampelkreuzungen etabliert werden, um das Aufeinandertreffen von motorisiertem Individualverkehr und Fußverkehr aus mehreren Richtungen zu regulieren. Die hohe Frequenz an diesen Kreuzungen wirkte sich in der Regel nachteilig auf den räumlichen Zusammenhang der betroffenen Quartiere aus, da dem Fußverkehr hohe Wartezeiten entstanden und der Durchzugsverkehr, der in die Stadtteilzentren und Wohnviertel gebracht wurde, zudem die Verkehrssicherheit verschlechterte. Die Geschäftsfunktion betroffener Gebiete wurde dadurch ebenso teilweise geschwächt, wie etwa für Gersthof beklagt wird. Dort formierte sich eine Bürgerinitiative, die den vierspurigen Ausbau im Zentrum des Stadtteils rückgängig gemacht wünscht. Auch im nahen Cottageviertel formierte sich vonseiten der Anrainer Widerstand gegen den Durchzugsverkehr, den die ehemalige B 222 ins noble Wohnviertel brachte. Für den Abschnitt um den Bahnhof Hernals stellte die MA18 fest, dass die Kreuzungssituation mit der Hernalser Hauptstraße eigentlich zu komplex sei, wodurch Passanten außergewöhnlich hohe Wartezeiten entstünden. Um die nahe Schadinagasse formierte sich eine weitere Bürgerinitiative gegen den von der Wiener Vororte Straße verursachten Schleichverkehr durch das eigentlich verkehrsberuhigte Wohngebiet. Der Schleichverkehr über die Beringgasse beschäftigte ebenfalls das Hernalser Bezirksparlament. In Penzing beschäftigt sich die Grätzlinitiative im Matznerviertel mit den Auswirkungen der ehemaligen Bundesstraße auf die Verkehrssicherheit.
Die strategischen Vorgaben im vom Wiener Gemeinderat 2014 beschlossenen Stadtentwicklungsplan STEP2025 samt Fachkonzept Mobilität könnten nun zu einer (nach der rechtlichen Herabstufung 1993) weiteren Adaptierung von Abschnitten entlang der Wiener Vororte Straße führen. Von nachkriegszeitlichen Verkehrsplanungen abgehend, sieht die Gemeinde die Schaffung und Stärkung von Stadtteilzentren um Verkehrsknotenpunkte mit U-Bahn- und S-Bahn-Anbindung als Instrument zur Verwirklichung des Ideals einer „Stadt der kurzen Wege“ und will den Anteil des motorisierten Individualverkehrs an der Mobilität im Stadtgebiet bis 2025 auf 20 % verringern.

## Galerie

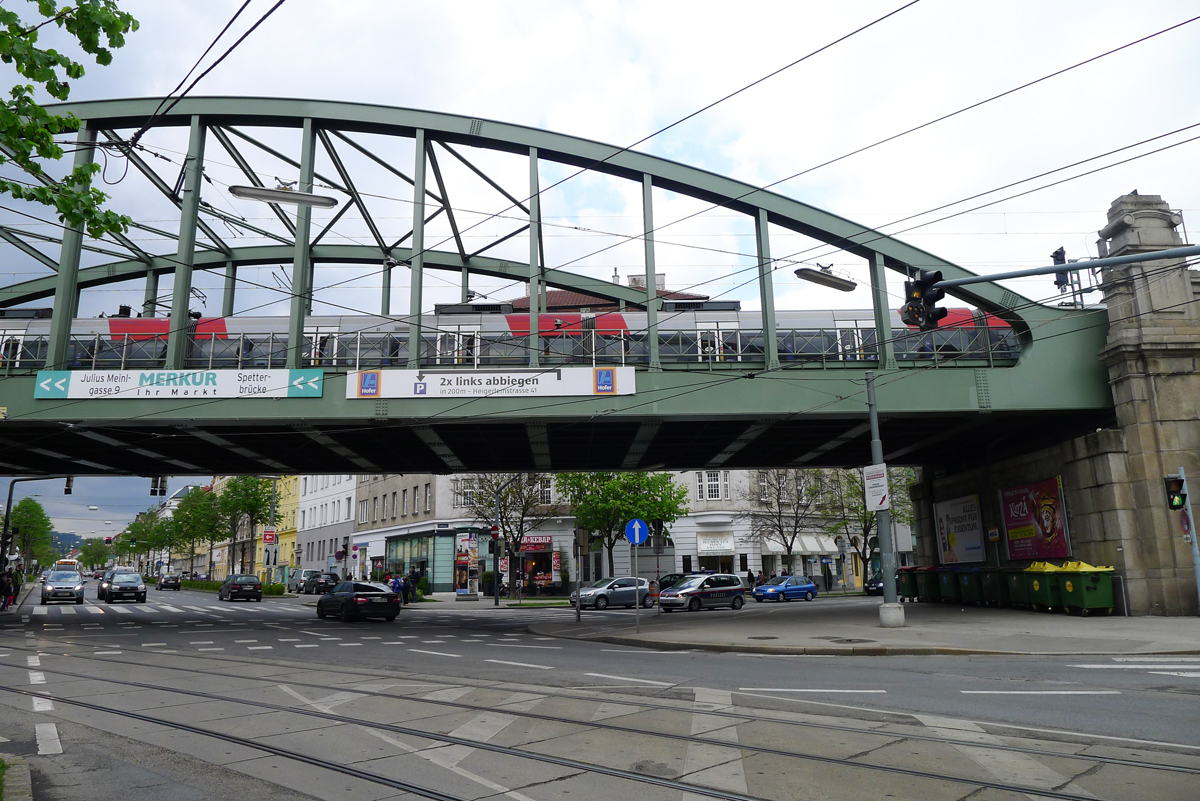
Kreuzung Hernalser Hauptstraße und Wiener Vororte Straße.
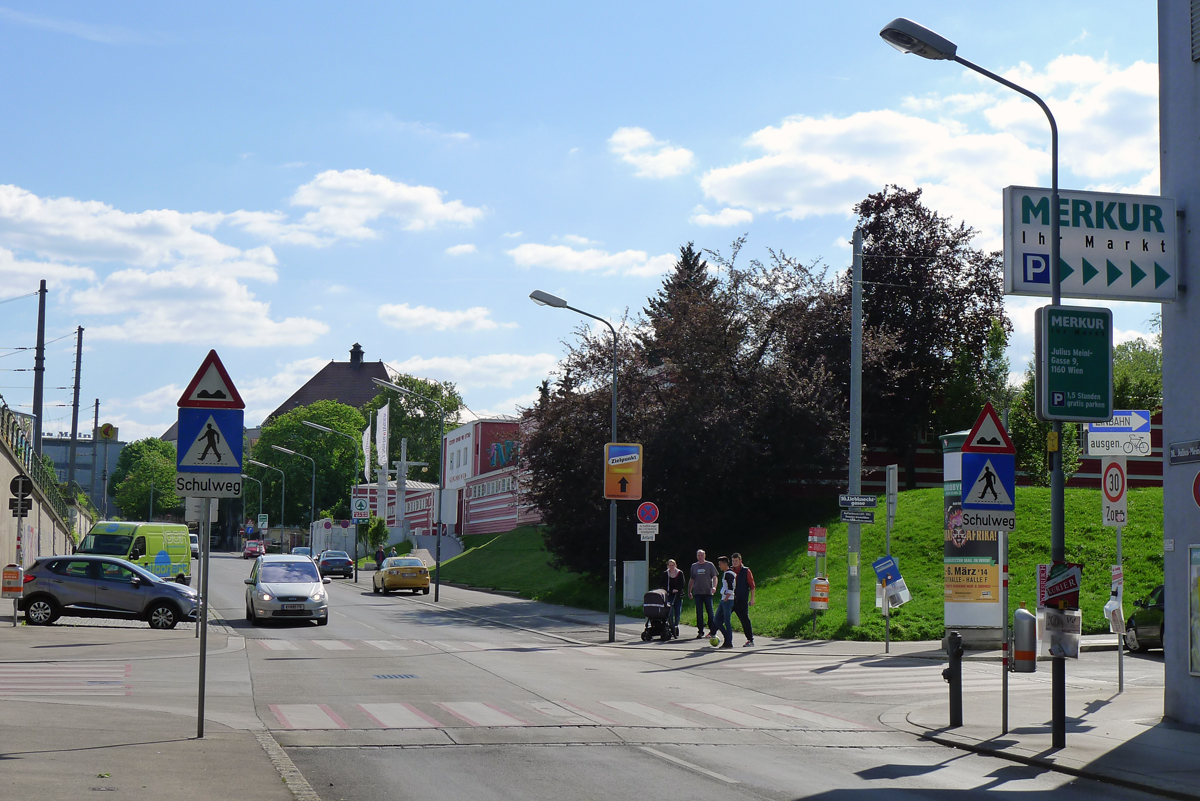
Vor dem Kongressbad, Julius-Meinl-Gasse.
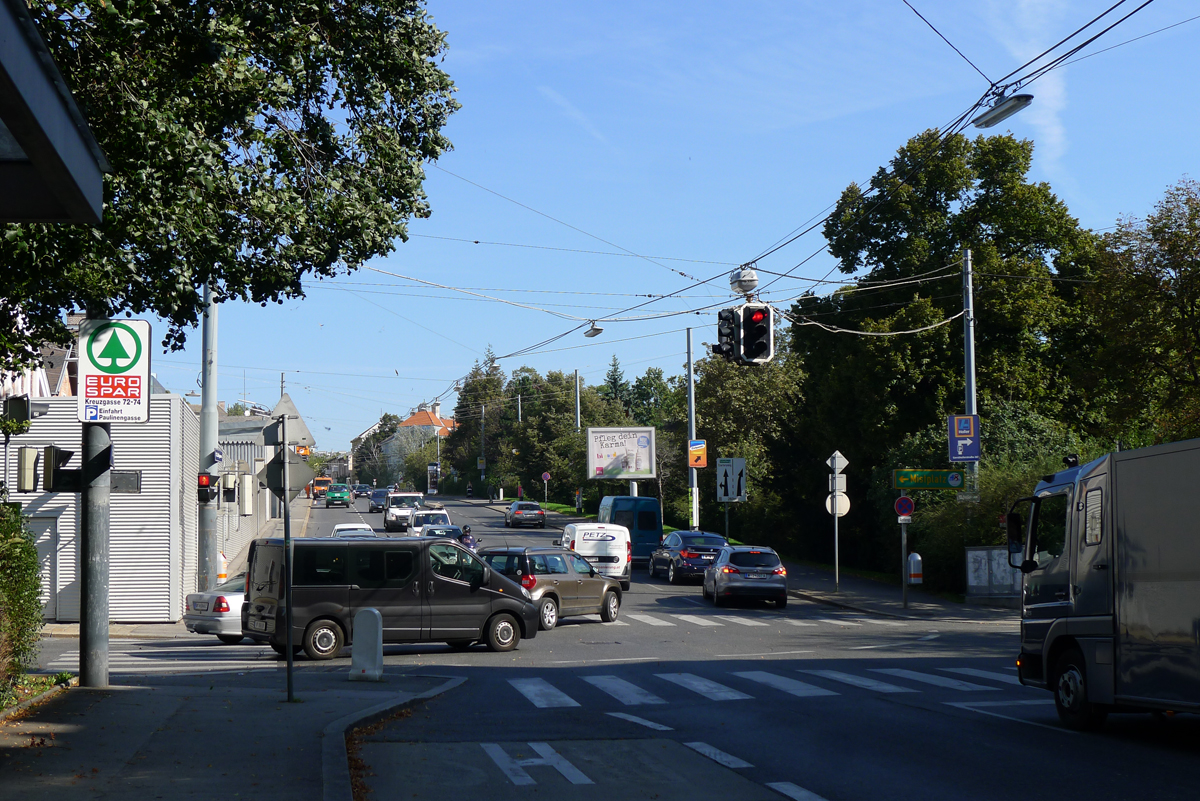
Am Lidlpark vorbei nach Gersthof.
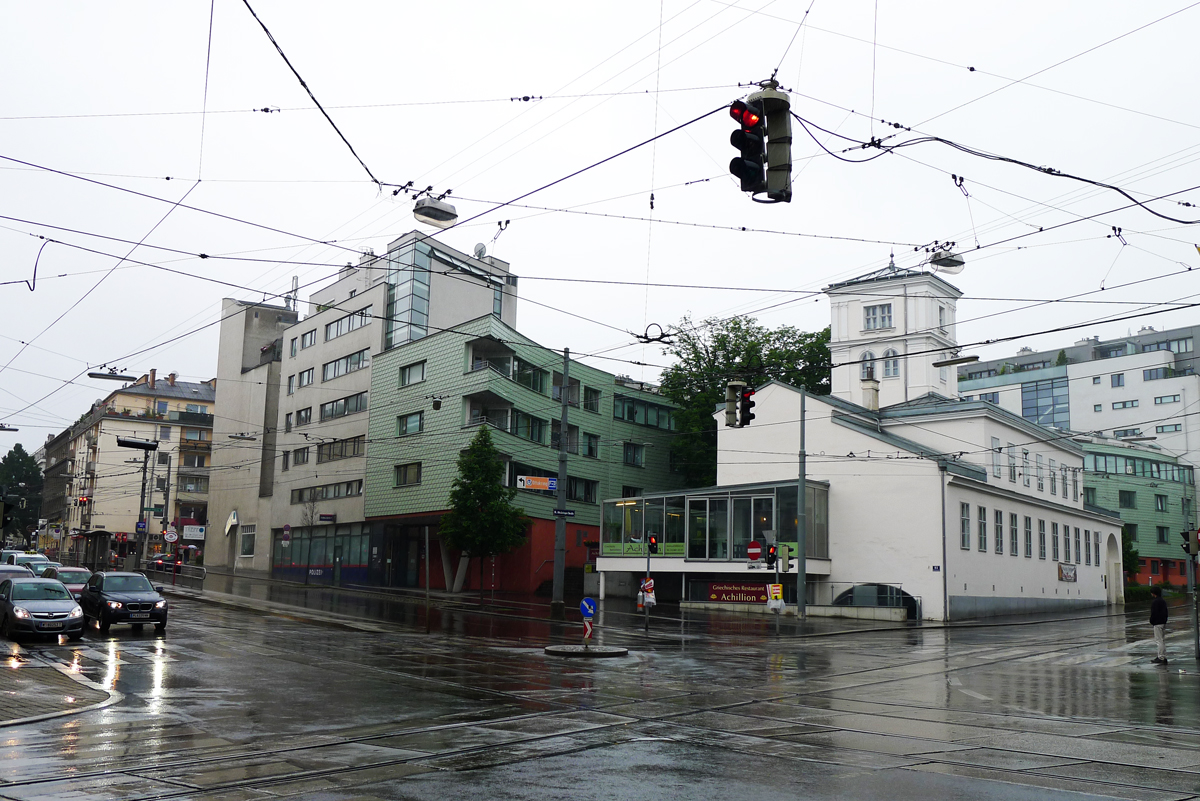
Bereich bei Kreuzung Ottakringer Straße und Sandleitengasse.